# Муршідабад
Муршідабад (англ. Murshidabad, бенг. মুর্শিদাবাদ) — місто в індійському штаті Західний Бенгал на річці Бхаґіратхі (рукаві Гангу), що було столицею Бенгалу під час мусульманського правління.
| Індія | Це незавершена стаття з географії Індії. Ви можете допомогти проєкту, виправивши або дописавши її. |